# Jan Marijnissen
Pour les articles homonymes, voir Marijnissen.
Johannes Guillaume Christianus Andreas (Jan) Marijnissen est un homme politique néerlandais né le 8 octobre 1952 à Oss. Il est le président du Socialistische Partij (SP) le parti socialiste des Pays-Bas entre 1988 et 2015. Il est aussi président de groupe du parti au sein de la deuxième chambre entre 1994 et 2008 et tête de liste pour les élections législatives de novembre 2006. Il est membre du parlement entre 1994 et 2010.
Marijnissen était (pour sa profession dans la politique) employé comme ouvrier d'usine, fabricant de saucisses, boucher et soudeur. Il a suivi l'enseignement pré-universitaire, mais il a choisi le travail des ouvriers.